# It's My Life (canción de Dr. Alban)
«It's My Life» es el primer sencillo musical del segundo álbum One Love, lanzado en el año 1992 por el cantante y productor sueco-nigeriano Dr. Alban. Esta canción es, probablemente, la más famosa y memorable de Dr. Alban.
Fue un éxito en la mayoría de los países europeos, alcanzando el puesto número 1 en Suecia, Holanda, Bélgica, Austria y Alemania, además, en Francia logró ganar el primer puesto en los más escuchados en los años 1992 y 1993 luego de que un comercial para higiene personal femenina incluyera en el mismo la canción, lo que renovó nuevamente dicho sencillo.

## Lista de canciones
- Sencillo en CD[2]

1. «It's My Life» (radio edit) – 4:00
2. «It's My Life» (club edit) – 4:07

- Maxi sencillo[2]

1. «It's My Life» (radio edit) – 4:00
2. «It's My Life» (extended) – 7:43
3. «It's My Life» (extended radio) – 7:03

## Posicionamiento en listas y certificaciones
| Lista (1992–93)                         | Posición |
| --------------------------------------- | -------- |
| Lista de Singles en Alemania            | 1        |
| Lista de Singles en Australia           | 43       |
| Lista de Singles en Austria             | 1        |
| Lista de Singles en Bélgica             | 1        |
| Lista de Singles en España              | 11       |
| Billboard Hot 100                       | 88       |
| Lista de música dance en Estados Unidos | 3        |
| Modern Rock Tracks                      | 28       |
| Eurochart Hot 100                       | 1        |
| Lista de Singles en Francia             | 13       |
| Lista de Singles en Holanda             | 1        |
| Lista de Singles en Irlanda             | 2        |
| Lista de Singles en Italia              | 18       |
| Lista de Singles en Noruega             | 2        |
| Lista de Singles en Nueva Zelanda       | 49       |
| Lista de Singles en el Reino Unido      | 2        |
| Lista de Singles en Suecia              | 1        |
| Lista de Singles en Suiza               | 2        |

| País         | Organismo certificador | Certificación | Ventas  | Ref.   |
| ------------ | ---------------------- | ------------- | ------- | ------ |
| Alemania     | BVMI                   | Platino       | 500 000 | [ 9 ]  |
| Austria      | IFPI Austria           | Platino       | 30 000  | [ 10 ] |
| Francia      | SNEP                   | Plata         | 125 000 | [ 11 ] |
| Países Bajos | NVPI                   | Platino       | 100 000 | [ 12 ] |

## Sucesión en listas
| Anterior: «Stay» de Shakespears Sister    | Topplistan — Sencillo Nro 1 27 de mayo de 1992 — 10 de junio de 1992                 | Siguiente: «Abba-esque» de Erasure                      |
| Anterior: «Rhythm Is a Dancer» de Snap!   | Media Control Charts — Sencillo Nro 1 31 de julio de 1992 — 18 de septiembre de 1992 | Siguiente: «Sweat (A La La La La Long)» de Inner Circle |
| Anterior: «I'll Be There» de Mariah Carey | Dutch Top 40 — Sencillo Nro 1 8 de agosto de 1992 — 19 de septiembre de 1992         | Siguiente: «Too Much Love Will Kill You» de Brian May   |
| Anterior: «Rhythm Is a Dancer» de Snap!   | Eurochart Hot 100 — Sencillo Nro 1 26 de septiembre de 1992 — 10 de octubre de 1992  | Siguiente: «Erotica» de Madonna                         |